# Moytoy de Tellico
Moytoy de Tellico, (? - 1741) (Amo-adawehi en cheroki, significando "hacedor de lluvia.") fue un dirigente cheroki que gobernó en sureste de los Estados Unidos. Llamado "emperador de los cheroki" por Alexander Cumming, un enviado comercial angloescocés en la Provincia de Carolina del Sur, era habitualmente llamado "rey" en los informes oficiales ingleses cuando se traducía su estatus a términos familiares a los colonizadores. Era originario de Gran Tellico, una histórica localidad cheroki en el actual Tennessee.
En 1730 Cumming, un aventurero escocés con lazos con el gobierno colonial de Carolina del Sur, influyó para Moytoy fuera coronodo emperador de todas las ciudades cheroki en una ceremonia para apelar a los poderes coloniales. El cheroki fue coronado en la ciudad de Nikwasi con una corona llamada "Corona de Tanasi." Cumming organizó un viaje para Moytoy y un grupo de cherokis a Inglaterra para que conocieran al rey Jorge II. Moytoy declinó ir, aduciendo que su mujer estaba enferma. Attakullakulla (Pequeño Carpintero) se ofreció para ir en su lugar. Los cheroki pusieron la "corona" a los pies del rey Jorge, junto con cuatro cueros cabelludos.
Según algunas autoridades, la mujer de Moytoy se llamaba Ir-sa-du-isga. Después de la muerte de Moytoy, su hijo, Amouskositte intentó sucederle como "emperador". Aun así, para 1753 Conocotocko (Viejo Hop) de Chota en el Overhill se había convertido en el dirigente dominante en el área.
Uno del siete cinturones sagrados wampuns todavía en la posesión de los cherokis occidentales tiene las iniciales grandes A.M. en un extremo. El otro extremo tiene un característico cuadrado típico de wampum que conmemoran tratados. Hay un largo camino "blanco" que conecta los dos extremos posiblemente en referencia a la distancia que separa los dos extremos. Es posible que el cinturón conmemore el tratado entre los británicos y Amatoya Moytoy (A.M.) en 1730 (Artículos de Amistad y Comercio). Los cherokis en posesión del cinturón, aun así, dan una interpretación diferente de su significado.